# Azteca andreae
Azteca andreae (лат.) — вид мелких муравьёв рода Azteca из подсемейства Долиходерины.
Дендробонтный вид муравьев, обитающий в тропиках Южной Америки, в основном во Французской Гвиане. Они наиболее примечательны своими хищническими навыками и силой. Это засадные хищники, способные поймать и съесть других насекомых, значительно превосходящих их по размеру.

## Распространение и экология
Южная Америка. Часто муравьи не только получают жилье от растения, но и питаются внецветковым нектаром и пищевыми тельцами, которые предоставляет растение. В свою очередь, растение получает защиту от травоядных, которые могут съесть растение, поскольку муравьи охотятся на растение и поедают многих хищников растения. Этот симбиоз приносит пользу и растению, и муравьям.
Муравьи живут в полых междоузлиях, или промежутках между узлами на стебле некоторых видов растений. Когда матки основывают новую колонию, они, по-видимому, ограничивают свои колонии деревьями Cecropia. Они заселяют несколько видов деревьев, но предпочитают Cecropia obtusa. На каждом дереве живет до 8350 рабочих. Первоначально матки создают колонии внутри дерева, но со временем муравьи строят внешние картонные гнезда. Муравьи также строят свои гнезда рядом с осой вида Polybia rejecta, чтобы защитить гнезда от других хищников. Осы очень агрессивны по отношению к любым млекопитающим или другим хищникам, которые приближаются к их гнезду.

## Этимология
Вид Azteca andreae назван в честь Андреа Дежан (Andrea Dejean), жены третьего автора (Alain Dejean), в знак признательности за ее значительную редакторскую помощь в работе над статьями по мирмекологии на английском языке.

## Описание
Мелкие муравьи. Основная окраска темно-коричневая, блестящее тело, покрытое белыми волосками. Рабочие особи имеют длину чуть меньше 3 мм, а королева — чуть больше 5 мм. Апикальные шпоры на средних и задних голенях отсутствуют. Голова, лопасти, мезосома, ноги и черешок лишены отстоящих волосков. Формула щупиков: 4,3. Azteca andreae включен в состав видовой группы Azteca aurita. Усики 12-члениковые. Глаза хорошо развиты. Жало отсутствует.
В эксперименте, проведенном Аленом Дежаном и др. (2010), муравьи захватили больше добычи, охотясь на Cecropia obtusa, чем на любое другое растение. Предполагаемое объяснение этому — повышенная сила захвата, обусловленная механизмом, напоминающим липучку, который отсутствовал на всех остальных растениях. Кроме того, команда исследователей проверила пределы силы муравьев. Они поместили груз на нить, которую поднесли к муравью, который тут же ухватился за нить своими мандибулами. Отдельный муравей удерживал груз весом до восьми граммов, что в 5 714 раза больше его веса. В совокупности им удалось поймать саранчу весом 18,61 грамма, что в 13 350 раз превышает средний вес одного рабочего. Это один из самых больших силовых рекордов, задокументированных во всем животном мире.